# Otto Schloss

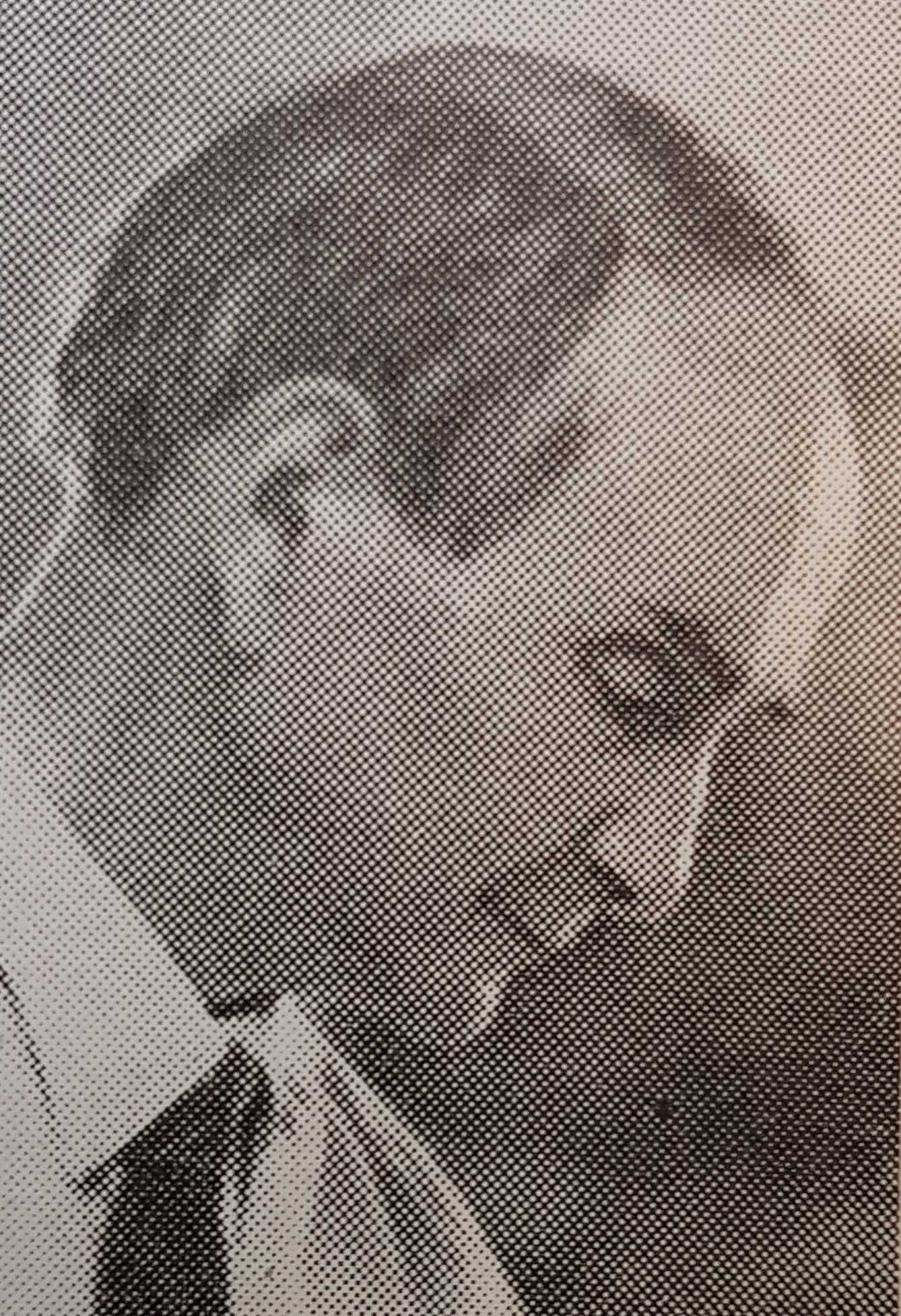

Otto Schloss, född den 6 mars 1884 i Frankfurt am Main, död den 7 juli 1950 i Halmstad, var en tysk-svensk målare och grafiker och räknades som en halländsk konstnär. 
Han var son till köpmannen Max Schloss och Minna Maass och från 1922 gift med läraren Hedvig Cahn. Efter studentesxamen 1902 arbetade han som kontorist i sin hemstad fram till första världskrigets utbrott, då han inkallades som korpral. Under sin tid i armén blev han på lediga stunder en flitig porträttör och illustratör av militärlivet. 1918–1922 studerade han vid Kunstacademie Frankfurt am Main. Här träffade han sin hustru, och efter giftermålet bosatte sig paret i Köln.
1939 flydde Schloss, som hade judiskt påbrå, med sin hustru från Tyskland till Sverige. De bosatte sig först i Åled, men flyttade 1940 till Halmstad. Han medverkade i utställningen Konstnärer i landsflykt som visades i Stockholm 1944 och ett flertal gånger i utställningar i Halmstad. Hans konst består av stilleben, porträtt, djurbilder, landskap och motiv ur Gamla testamentet. Vid sidan av sitt eget skapande ägnade han sig åt undervisningsverksamhet i Halmstad. Han omkom i en trafikolycka vid Fyllebro då han på väg att besöka vänner i Trönninge med cykel blev påkörd av en bilist.
Schloss var representerad vid Nationalmuseum i Berlin och Wallraf-Richartz Museum i Köln men hans verk avlägsnades av de nazistiska myndigheterna 1933.